# Touba (Sénégal)
Pour les articles homonymes, voir Touba.
Touba est une ville du Sénégal, siège de la confrérie musulmane des mourides, située à 194 km à l'est de la capitale Dakar dans le département de Mbacké. Elle est par sa population la deuxième ville du pays, derrière la capitale Dakar, avec plus d'un million d'habitants, et une agglomération comptant, selon les sources, entre 1 000 000 et 1 500 000 habitants en 2018.

## Étymologie
L’origine du nom de cet endroit n’est pas claire. Selon l’Encyclopédie de l’Islam, « diverses étymologies ont été avancées pour ce nom », incluant l’arabe tawba, signifiant « repentance ». Le nom pourrait également faire référence à un arbre du Paradis dans la tradition islamique, Ṭūbā. Dans le soufisme, cet arbre symbolique représente l’aspiration à la perfection spirituelle et à la proximité divine. Cependant, l’Encyclopédie conclut que le nom de cet endroit « provient très probablement d’une référence à ṭūbā, signifiant "bénédiction" ».

## Histoire
La ville débuta son existence en tant que modeste hameau dans le Baol. Selon la tradition, Cheikh Ahmadou Bamba, plus connu sous le nom de « Serigne Touba » (1853-1927), aurait été à l'origine de l'essor de la colonie vers la prééminence. Ce tournant aurait eu lieu lorsqu'il expérimenta un moment de transcendance sous un grand arbre et fut saisi par une vision cosmique de lumière. En langue arabe, ṭūbā signifie « félicité » ou « béatitude », évoquant ainsi les doux plaisirs de la vie éternelle dans l'au-delà.
Amadou Bamba a établi la ville de Touba en 1887. Initialement un modeste lieu isolé dans le désert, Touba devint un centre majeur après sa mort et son inhumation sur le site de la Grande Mosquée, quarante ans plus tard. En association avec la ville voisine de Mbacké, fondée par l'arrière-grand-père d'Ahmadou Bamba en 1796, l'agglomération mouride représente la deuxième plus grande zone urbaine du Sénégal, après la région de Dakar, la capitale du pays.

## Administration
Bien que largement urbanisée, administrativement, la ville de Touba se trouve au sein de la Communauté rurale de Touba Mosquée, une subdivision de l'arrondissement de Ndame, département de Mbacké, dans la région de Diourbel.
Sur le plan urbain, Touba est composée de 25 villages distincts : Alia, Boustanoul, Arifina, Darou Alimoul Khabir, Darou Khadim, Darou Khoudoss, Darou Marnane, Darou Marnane 2, Sourah, Darou Miname, Darou Salam Ndame, Dianatoul Mahwa, Gouye Mbind, Guédé Bousso, Keur Niang, Khaïra, Ndindy Abdou, Same Lah, Touba Al Azhar, Touba Guédé, Touba Madyana, Touba Mosquée, Boukhatoul Moubarak, Ndamatou 1, Touba HLM, Touba Ndiarême, Route de Darou Mousty.
Touba bénéficie d'un statut particulier en tant que ville sainte au Sénégal, se caractérisant par l'application d'une forme de justice basée sur la charia, selon l'école juridique malékite, comme c'est le cas pour d'autres centres religieux du pays.
L'administration de la ville est sous l'autorité spécifique du khalife général des mourides. En juin 2023, durant la campagne électorale pour l'élection présidentielle de 2024, le khalife Serigne Mountakha Mbacké décide initialement de prohiber l'ouverture de bureaux de vote à Touba, obligeant ainsi les résidents souhaitant voter à se rendre en dehors de la ville. Cette décision est ultérieurement révisée en octobre, bien que les candidats demeurent interdits de mener campagne dans la ville. Cette autorité, bien que non validée sur le plan juridique, est largement respectée par tous les acteurs politiques.
La gestion particulière de Touba souligne l'influence significative du khalife général des mourides sur les affaires locales, marquant ainsi une exception notable dans le cadre de la gouvernance urbaine au Sénégal,.

## Géographie

### Climat
Touba bénéficie d'un climat sahélien ; sa végétation est caractérisée par la steppe.

## Population
Touba enregistre entre les recensements de 2002 et de 2013 la plus forte croissance démographique des 25 plus grandes agglomérations du Sénégal avec une moyenne annuelle de 5,95 %, bien que son taux annuel de croissance démographique diminue, passant de 10,97 % entre 1976 et 1988 à 9,67 % entre 1988 et 2002. Cette croissance est due aux arrivées massives de villageois des provinces historiques du Baol et du Cayor ; ces villages se vident progressivement au profit de Touba.
Lors du recensement de 2002, la population s'élevait à 461 159 habitants pour une surface de 12 000 ha.
En 2013, selon le recensement du pays, la ville de Touba compte 753 315 habitants, tandis que son agglomération en compte 830 570.
Touba est la deuxième plus grande agglomération du Sénégal derrière Dakar.

## Économie
De nombreux fidèles de la communauté mouride se rendent chaque année dans diverses villes à travers le monde pour chercher fortune dans le secteur commercial, dont une part significative est reversée aux œuvres sociales de Touba.
Les détracteurs de cette communauté accusent la confrérie de pratiquer l'exploitation économique de leurs fidèles. Ils soulignent également l'emploi de main-d'œuvre adulte, voire mineure, travaillant dans les plantations de leurs marabouts sans rémunération ni protection sociale.
Le troisième khalife, Serigne Abdoul Ahad Mbacké, de 1968 à 1988, a joué un rôle crucial dans le développement des infrastructures de Touba. Sous son égide, la mosquée a été agrandie, passant de 4 000 à 6 000 places, la ville a été électrifiée, lotie, et équipée d'un réseau téléphonique. Il a également supervisé la construction de dix forages, d'un aérodrome et d'une gare routière, entre autres réalisations.
Le Grand Magal de Touba constitue une source économique majeure, bénéficiant principalement aux commerçants, aux transporteurs et aux éleveurs. L'essor de la ville est étroitement lié au Magal, grand pèlerinage annuel qui célèbre le départ en exil du fondateur de la confrérie des mourides.

## Transport
En décembre 2018, l'autoroute Ila Touba a été inaugurée, établissant une liaison entre la ville de Touba et l'aéroport international Blaise-Diagne en un temps de trajet de 1 heure et 15 minutes, ainsi qu'avec la ville de Thiès en seulement une heure.

## Culture

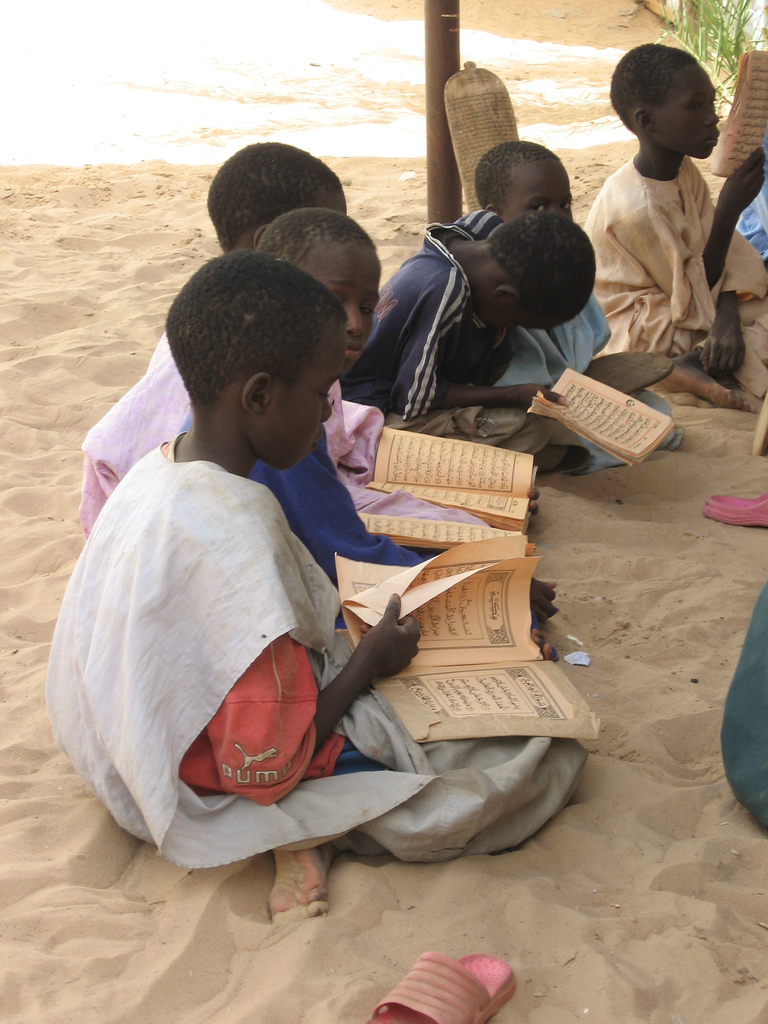
École coranique à Touba.

Touba est reconnue comme la ville sainte du mouridisme, une confrérie soufie majeure au Sénégal. Son fondateur, Ahmadou Bamba, non seulement incarnait un maître spirituel éminent, mais avait également pour mission sociale de libérer la société de l'asservissement colonial et de la guider vers la voie orthodoxe de l'Islam. Touba a joué un rôle central dans ces deux dimensions.
La vie quotidienne à Touba est profondément marquée par la pratique rigoureuse de l'islam et l'étude érudite de sa doctrine. Chaque année, le Grand Magal de Touba, un important pèlerinage, attire près de deux millions de fidèles de tout le Sénégal et même au-delà, jusqu'en Europe et en Amérique, principalement des Mourides. Des pèlerinages mineurs ont également lieu tout au long de l'année.
Pour les Mourides, Touba est un lieu sacré où toutes les activités non conformes aux préceptes islamiques, telles que la consommation d'alcool et de tabac, sont strictement interdites. L'ordre mouride gère sa propre "capitale" de manière autonome, excluant les services civils et administratifs traditionnellement assurés par l'État. La ville possède un statut juridique spécial au sein du Sénégal, bénéficiant d'une autonomie administrative. Tous les aspects de la vie urbaine, y compris l'éducation, la santé, l'approvisionnement en eau potable, les infrastructures publiques, les marchés, le régime foncier et le développement immobilier, sont gérés par l'ordre mouride indépendamment de l'intervention de l'État.

### Monuments
Au cœur de la ville sainte mouride se dresse la Grande Mosquée, considérée comme l’une des plus vastes d’Afrique. Depuis son achèvement en 1963, elle n'a cessé de s'agrandir et de se parer de nouveaux ornements. Dotée de cinq minarets et de trois grands dômes, elle abrite le tombeau d'Amadou Bamba, fondateur de la confrérie mouride. Le minaret principal, haut de 87 mètres, connu sous le nom de « Chute de la lampe », figure parmi les monuments les plus célèbres du Sénégal. Cette appellation, « Lamp Fall », rend hommage à Ibrahima Fall, disciple éminent de Bamba. La mosquée attire fréquemment visiteurs et fidèles.
Les alentours immédiats de la mosquée comprennent le mausolée des fils d'Amadou Bamba, les califes de l’ordre mouride. Parmi les institutions importantes de ce centre religieux, on compte une bibliothèque, la salle d’audience officielle du calife, un « puits de miséricorde » sacré et un cimetière. Actuellement, Serigne Mountakha Mbacké dirige la confrérie mouride. Huitième calife du mouridisme, il est le troisième à ne pas être un fils direct d'Ahmadu Bamba Mbacké. Comme ses prédécesseurs, il réside dans un vaste complexe situé sur la place principale en face de la mosquée.

## Personnalités
- Ahmadou Bamba, théologien musulman soufi.
- Le premier khalif fut Serigne Mouhamadou Moustapha, le second fut Serigne Mouhamadou Falilou, le troisième fut Serigne Abdoul Ahad (Baye Lahad), le quatrième fut Serigne Abdoul Khadre, le cinquième fut Serigne Salihou, le sixième fut Serigne Bara , le septième Serigne Sidy Moukhtar et le huitième Serigne Mountakha.
- Le Khalif général, est Serigne Mountakha Mbacké, fils Serigne Bassirou Mbacké fils de Cheikh Ahmadou Bamba Mbacké Khadimoul Rassoul.
- On peut aussi citer le porte-parole Serigne Basse Abdou Khadre l'imam ratib Serigne Mamoune Bousso, Serigne Fadilou Abdou khadre pour les prières des fêtes ; Serigne Afia Bousso, l'imam pour les 5 prières quotidiennes sauf Fajr et Ishâ, qui sont dirigées par Serigne Bara Bousso.

### Filmographie
- Blaise Senghor, Grand Magal à Touba, court métrage documentaire, 1962, 20 min
- Christophe Marlard, À travers le Sénégal. 3, Touba, une ville à part, film documentaire, École normale supérieure lettres et sciences humaines (Fontenay-Saint-Cloud) Fontenay/Saint-Cloud, 1999, 13 min